# Florin Ștefan
Florin Ștefan (n. 9 mai 1996, Slatina, România) este un fotbalist român, care joacă pe post de fundaș lateral la CSU Craiova în SuperLiga României. Pe plan internațional, are prezențe la națională pentru România Sub-21, România și România U23⁠(d).
Ștefan și-a făcut debutul în echipa națională a României pe 8 septembrie 2019, într-o victorie cu 1-0 împotriva Maltei în preliminariile UEFA Euro 2020. A fost titular și a jucat toate cele 90 de minute.

## Palmares
CFR Cluj
- Liga I (1): 2021–22